# Židovská komunita v Polné
Židovská komunita v Polné žila do roku 1942, kdy museli zdejší Židé nastoupit do transportů do koncentračních táborů. Dochovalo se židovské ghetto na Karlově náměstí se synagogou a židovský hřbitov.

## Historie
První židé do města začali přicházet v 15. století.
V roce 1626 zde stály dva domy židů, v roce 1680–1682 bylo v židovském ghettu za Horní branou postaveno 16 domků. V roce 1684 byla postavena první synagoga, o jedenáct let později vznikl první židovský obecní dům a další čtyři stavby. V roce 1712 vypukl požár, stavení však byla brzy obnovena. V roce 1714 narostl počet domů na 32, což bylo konečné číslo. Další požáry vypukly v letech 1734 a 1740. V roce 1757 žilo ve 24 židovských domech 54 rodin. Židovský špitál byl založen v roce 1759, školní budova v roce 1785. V roce 1811 zde bylo 33 domů, které byly osídleny několika rodinami.
Dne 22. května 1823 velký požár, který zničil celé ghetto, celkově při něm vyhořelo 46 domů na Varhánkově ulici a 6 domů na náměstí, poničen byl i kostel sv. Barbory. Část židů poté odešla, přesto jich zde zůstalo přes 500. Obchodovali s vlnou a kožešinami, provozovali obchody s potravinami, obilím i střižním zbožím, pronajímali si výčepy, palírny, provozovali prodej tabáku a železa, působili jako zlatníci, lékaři, sklenáři. V roce 1829 žilo ve 29 domech 90 rodin. Vrchol počtu obyvatel židovského vyznání přišel ve 30. letech 19. století, kde v ghettu žilo 770 židů, což čítalo 12 % městského obyvatelstva. V roce 1841, kdy bylo postavení Židů uzákoněno dekretem, zde žilo 557 osob. Fungovala tu i židovská škola, jež spadala pod město a v roce 1841 ji navštěvovalo 68 dětí.
V roce 1899 se v nedalekém lese Březina stala vražda devatenáctileté Anežky Hrůzové. Z vraždy byl mylně obviněn polenský židovský mladík Leopold Hilsner, což odstartovalo tzv. Hilsneriádu. V aféře se významně angažoval i budoucí prezident ČSR Tomáš Garrigue Masaryk. 11. prosince 1899 navštívil TGM Polnou - inkognito.
V roce 1921 zde podle sčítání lidu žilo 67 židů. Při sčítání obyvatel z roku 1930 bylo zjištěno 51 židů.
V roce 1938 udělila Polná domovské právo několika židovským rodinám z Vídně, jež musely prchnout před nacisty. V roce 1942 museli polenští Židé odejít do transportů. Nacistickou genocidu přežili 3 z celkového počtu 63 polenských Židů, avšak žádný z nich se do Polné nevrátil.

## Muzeum
Na Karlově náměstí v prostorách bývalého židovského města se synagogou se nachází Regionální židovské muzeum s expozicemi Historie židovského města a Případ Leopolda Hilsnera. Muzeum prochází rekonstrukcí, otevřeno mělo být v červnu 2014.